# Actia dasymyia
Actia dasymyia là một loài ruồi trong họ Tachinidae.